# Ню Хейвън
 Тази статия е за града в Кънектикът.  За окръга в САЩ вижте Ню Хейвън (окръг, Кънектикът).  
Ню Хейвън (на английски: New Haven) е град в Кънектикът, Съединените американски щати, административен център на окръг Ню Хейвън.
Разположен е на северния бряг на протока Лонг Айлънд. Населението на града е 131 014 души (по приблизителна оценка от 2017 г.), което го прави втори по големина в щата след Бриджпорт.
Там се намира Йейлският университет, който е сред най-значимите в света и сред първите 5 университета в САЩ, член на Бръшляновата лига.

## Личности
Родени
- Джордж Акерлоф (р. 1940), икономист
- Майкъл Болтън (р. 1953), певец
- Джордж Уокър Буш (р. 1946), американски президент
- Джосая Уилърд Гибс (р. 1839) американски физик и химик, основоположник на физикохимията
- Чарлз Гудиър (р. 1800) изобретател на вулканизираната гума
- Пол Джиамати (р. 1967), актьор
- Луис Либи (р. 1950), адвокат
- Джо Масино (р. 1943), мафиот
- Сами Роудс (р. 1983), порнографска актриса
- Бенджамин Спок (1903 – 1998), педиатър
- Винт Сърф (р. 1943), интернет пионер
- Тайтъс Уеливър (р. 1961), актьор
- Лиз Феър (р. 1967), певица

Починали
- Леонард Блумфийлд (1887 – 1949), лингвист
- Херман Брох (1886 – 1951), австрийски писател
- Джосая Уилърд Гибс (р. 1839) – виж по-горе
- Пол де Ман (1919 – 1983), философ
- Тялинг Коопманс (1910 – 1985), икономист, нобелов лауреат
- Бронислав Малиновски (1884 – 1942), полски антрополог
- Рикардо Пикио (1923 – 2011), италиански лингвист и славист
- Едуард Сапир (1884 – 1939), езиковед
- Макс Тейлър (1899 – 1972), южноафрикански вирусолог
- Джеймс Тоубин (1918 – 2002), икономист
- Кларк Хъл (1884 – 1952), психолог

## Побратимени градове
- Авиньон, Франция – 1993 г.